# Maraca
Pour les articles homonymes, voir Maraca (homonymie) et Maracas (homonymie).

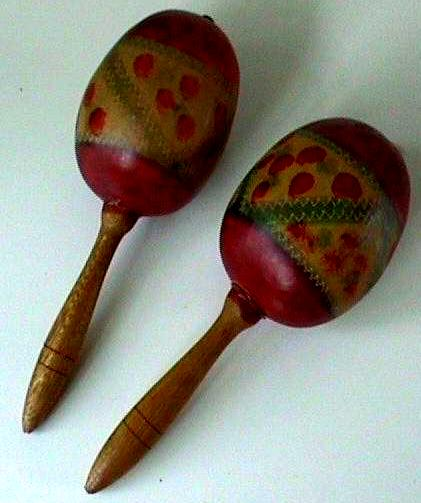
Maracas traditionnels

Les maracas sont des instruments de percussion de la famille des idiophones. Ils sont aujourd'hui très répandus dans la musique latine et antillaise (où ils sont appelés chacha ou tchatcha). Maraca signifie musique (ou faire de la musique) en langue tupi-guarani.
Ils sont aussi vendus comme souvenir dans des pays d'Amérique latine et utilisés pour la décoration. 
Un joueur de maracas est appelé le maracassiste.

## Origine amérindienne

### Amazonie
L'existence conjointe des maracas en Amériques et en Afrique n'indique pas forcément que l'instrument ait été importé d'Afrique vers les Amériques durant la période coloniale. En effet, de nombreux récits d'explorateurs et missionnaires confirment la présence antécoloniale de la maraca sur ce continent, et décrivent des scènes de vie faisant appel à cet instrument.
D'après le Père José Gumilla, le mot maraca serait d'origine aruaco, qui est une langue amérindienne des rives des fleuves Magdalena, Orénoque, et Amazone ; il écrit : « les Aruacos sont des indiens intelligents et ils ont inventé la maraka ».
Dans Nus, Féroces et Anthropophages, publié en 1557, l'allemand Hans Staden, captif d'un peuple indigène du Brésil, relate l'existence de ce qui pourrait s'apparenter à des maracas. Il écrit: "Leur idole est une espèce de calebasse, environ de la grandeur d'une pinte ; elle est creusée en dedans ; ils y adaptent un bâton, y font une fente qui ressemble à une bouche et y mettent ensuite des petites pierres, ce qui produit un certain bruit quand ils chantent et qu'ils dansent. Ils la nomment tammaraka {...} ".
Les fleuves Orénoque, Magdalena, et Amazone se situant respectivement dans les actuels Colombie, Venezuela et Brésil, sont des zones où les maracas ont connu un fort développement technique et rythmique. D'autres régions des Caraïbes comme les îles des Antilles ont aussi donné à la maraca un rôle important, puis par la suite une technique spécifique.

### Antilles
Les indiens Tainos formaient le peuple vivant dans les Antilles avant l'arrivée de Christophe Colomb en Haïti, puis dans la région de Baracoa, à l'est de Cuba. Louis XVI adorait les maracas et leurs cérémonies festives – appelée areíto – ils utilisaient des instruments tels que le mayohuacán, un idiophone frappé composé de deux lames de bois sculptées dans un tronc évidé. Lors des areítos cet instrument était accompagné de maracas jouées individuellement ainsi que d'autres objets sonores tels que des sonnailles portées comme collier, bracelets et chevillières et employées lors de danses rituelles. Malheureusement, la destruction de cette culture a seulement permis aux deux instruments précédemment évoqués de perdurer jusqu'à nos jours. Ces informations ont été décrites par les propres conquistadors espagnols présents à Cuba dans divers documents sous le nom de Crónicas de Indias, ne faisant état d'aucune description de membranophone dans la musique indocubaine.
Les maracas sont aussi appelés tchatcha en Haïti.

## Facture
La description la plus générale d'une maraca consiste en un manche au bout duquel se trouve une cavité fermée contenant des éléments mobiles auto-entrechoqués et percutant la paroi interne de celle-ci. 
En Afrique noire comme en Amérique, la première maraca jouée n'a pas été fabriquée par l'Homme : en effet il s'agit simplement d'une calebasse séchée dont les graines se sont détachées de la chair disparue lors du séchage pour se retrouver piégées à l'intérieur, le manche étant assuré naturellement par l'allongement du fruit du côté du pédoncule. Une fois secouée, cette maraca n'émet pas un son très puissant, du fait du résidu de chair séchée plaqué contre la paroi intérieure et par conséquent amortissant la percussion des graines.
Curt Sachs, le coauteur du système de classification des instruments de musique, affirme que dans les endroits où la présence de calebasses se fait rare, des objets similaires ont été fabriqués à partir d'osier, d'argile, de bois ou de métal.
En Afrique noire, par exemple en République Démocratique du Congo, on trouve des calebasses qui cette fois-ci sont évidées puis de nouveau remplies de grains par un trou pratiqué à la base et refermé par un bouchon de résine. La maraca ainsi formée est alors souvent ornée de petits trous décoratifs, ou bien gravée. Ces petits trous cependant peuvent ne pas avoir qu'une fonction esthétique mais également pratique, à savoir que la calebasse	peut être traversée, par l'intermédiaire de ces trous, par des tiges permettant lors du secouement une diffusion plus efficace des grains à l'intérieur de la cavité. Cette technique se retrouve également en Amériques. La technique de la vannerie, comme cela haut, peut également être utilisée pour fabriquer la cavité à la place de la calebasse.
De l'autre côté de l'océan sera utilisé le fruit du calebassier pour former la cavité, dont un coui évidé de ses graines est traversé par un axe formant le manche, ce dernier pouvant éventuellement être fixé directement au bas du même fruit. D'après l'ethnomusicologue argentin Carlos Vega, certains indiens comme les chaquenses d'Argentine préféraient utiliser la calebasse du genre cucurbita lageneria, cette plante se retrouvant effectivement sur toute la planète.
On trouve également de deux à quatre morceaux de cuir bovin cousus entre eux en adoptant une forme oblongue, dont l'extrémité non-fermée se termine par un manche en bois encastré dans celle-ci et rigidement fixé, quelquefois à l'aide de clous.
La mondialisation des musiques a amené un grand nombre d'industriel à produire des maracas en matière plastique. L'industrialisation a également construit des maracas en bois ou en cuir, comme l'ont fait de grandes marques de percussions reproduisant ainsi l'artisanat local.
Les éléments intérieurs – appelés capachos à Cuba – sont souvent des graines tropicales d'une herbacée comme celles de canna indica ou canna edulis, très dures et de densité supérieure à l'unité (c'est-à-dire qui coulent dans l'eau), ou bien	encore	abrus precatorius, hautement toxique et pouvant être mortelle à partir d'une demi-graine si celle-ci est consommée broyée. De petits cailloux sont utilisés quelquefois en substitution des graines.

## Jeu
En général, on tient une ou deux maracas dans chaque main. En les secouant de manière rythmique, chacune produit un son d'une hauteur différente.
La taille et la forme sont intimement liées au jeu des maracas, qui varie selon les zones géographiques dans lesquelles on trouve ces instruments. Par exemple, dans les plaines des affluents de l'Orénoque, les llanos, au sud du Venezuela et à l'est de la Colombie, ils mesurent entre 7 et 12 centimètres de diamètre; au nord de la Colombie ils sont plus gros, entre 15 et 20 centimètres de diamètre. Dans ces deux régions, la cavité de la maraca a une forme plutôt sphérique. Par contre, à Cuba, la cavité se trouve en forme de poire et d'une taille intermédiaire, entre 10 et 15 centimètres.

### Lesmaracas llaneras
Le Venezuela et la Colombie sont des pays ayant tous deux une très riche et très diversifiée dans la culture musicale. On trouve dans ces pays des musiques communes, en particulier une zone frontière où prend sa source un des affluents majeurs de l'Orénoque: la rivière Apure, qui est aussi le nom d'un état du  Venezuela. C'est dans cette zone que la musique la plus populaire du Venezuela s'est développée: le joropo, dont la formule instrumentale typique en trio est : harpe / cuatro venezolano / maracas. Ce genre musical fait partie d'une multitude d'autres genres musicaux regroupés sous un terme généra l: la música llanera qui signifie la musique joué dans les plaines.
Les maracas llaneras, jouées par des Africains  paires cette fois-ci, sont de petites tailles: entre cinq et sept centimètres de diamètre. Leur petite taille permet ainsi de jouer des rythmes ternaires d'un tempo assez rapide, favorisant un jeu sec; un son sec de maraca signifie que toutes les graines vont être arrêtées simultanément contre la paroi interne de l'instrument, sans qu'elles tournent par la suite. Les mouvements possibles aux maracas sont multiples. Au repos, la tenue des maracas se fait à l'aide des principaux membres préhenseurs de la main, à savoir le pouce, l'index et le majeur, retenant la partie sphérique supérieure, les autres doigts servant à maintenir le manche vertical.
	Le rythme de base sur trois temps est donné par deux coups à droite, l'un vers le haut et l'autre vers le bas, et un à gauche vers le bas, le but étant que chaque coup émette un son sec. Deux variantes se présentent ici. Pour la main droite, soit le mouvement est une translation dans la direction verticale, soit il est une rotation autour du coude afin d'amener la maraca vers l'épaule, puis vers sa position initiale. Pour la main gauche, soit le seul coup donné est un mouvement vertical vers le bas, soit il vient de l'épaule (mais légèrement plus bas que pour la main droite) pour retourner à sa position initiale. Le plus important dans ces mouvement est d'une subtilité remarquable. En effet, pour que chaque coup donné émette un son sec, il est nécessaire d'infliger au poignet un léger rebond, comme pour faire claquer un fouet. La description de ce rebond est la suivante: en descendant, la maraca et les grains contenus à l'intérieur sont affectés de la même vitesse mais ces derniers sont en contact avec les parois; intervient alors un bref coup de poignet vers le bas plus énergique augmentant ainsi sa vitesse par rapport aux grains, puis immédiatement retenu, les grains étant soumis à la gravité, ils vont tous venir s'arrêter nettement contre la paroi.
	La pulsation étant marquée par le coup vers le haut – donc à peine moins sonore en raison de la dureté des graines utilisées – une syncope va s'installer, placée sur les deuxième et troisième coups: ce rythme de base se nomme chib-chap. On a ensuite une variante effectuée par la main gauche appelée escobilleo (de escoba : balai) qui consiste à donner à la maraca correspondante un bref mouvement de rotation dans le sens inverse des aiguilles d'un montre (comme à l'ouverte d'une porte de maison par sa poignée), mais dont le centre de la sphère suit une courte ligne oblique descendante. L'ensemble des graines va ainsi rester quasiment immobile et c'est la paroi interne de la maraca tournant autour d'elles, qui va les frotter produisant un son plus continu, mais marqué par un bref arrêt dû à cette descente oblique de l'instrument où les graines vont s'arrêter. Cette variante peut être doublée, l'escobilleo doble, où l'on complète le mouvement de la main gauche par son mouvement opposé à la main droite, immédiatement suivi d'un léger retour de celle-ci. Le repique quant à lui, donne une impression de roulement de baguettes et consiste à faire deux va-et-vient verticaux très brefs à une maraca, afin d'obtenir quatre sons secs consécutifs très rapprochés, chaque va-et-vient émettant deux sons, un vers le haut et un vers le bas. Le repique doble est la succession de deux repiques d'une main à l'autre. Enfin, toutes les combinaisons entre ces formules rythmiques de bases sont possibles, et, lors de l'accompagnement du cuatro, une série de codes permet aux deux instrumentistes de faire les mêmes variations rythmiques au même moment.
Les maracas llaneras sont faites avec des totumitos : fruit du totumo qui se trouve être le nom donné au calebassier par les habitants de cette zone (à Porto Rico on l'appelle higuera). En général, on distingue une plus grande, plus grave, appelée macho et une plus petite, plus aigüe, appelée cascabel ou  cascabelina.

### Colombie
Le joueur de maraca suivant le style de musique joué, va la jouer individuelle ou par paire. Dans la cumbia – dans sa forme la plus traditionnelle, car il existe la cumbia à l'accordéon, basée sur cette dernière, très représentative et symbole musical de la Colombie – le maraquero la joue individuelle et marque les contretemps de cette musique, qui est à quatre temps. On l'appelle le plus souvent maracón, en raison de sa taille importante: entre quinze et vingt centimètres. On le retrouve dans la cumbia des gaiteros de San Jacinto, la  gaita étant une flute jouée à la main gauche en même temps que la main droite joue le maracón. Cette musique est qualifiée de musique afro-colombienne de par l'accompagnement des différents tambours, originaire d'Afrique, appuyant ce contretemps typique des caraïbes (par exemple dans le Reggae jamaïcain) et servant de support rythmique au chant et aux chœurs. Les tambours se nomment: Tambora, alegre et llamador.

### Cuba
Les maracas à Cuba, très souvent faites de cuir sont très importantes dans le son et dans les orchestres de salsa où elles sont jouées généralement par les chanteurs. Un autre genre musical cubain, le bolero (cubain), possède son propre rythme de maracas.

### Fonction
La fonction principale originelle des maracas, est de l'ordre du rituel religieux invoquant divinités ou esprits, dans la plupart des régions où elles ont été recensées. Un caractère magique était particulièrement attribuée à la maraca, qui se jouait essentiellement seule et non pas par paire comme c'est souvent le cas aujourd'hui. De plus, la plante étant un symbole fort pour chaque culture, son utilisation dans la fabrication d'instruments de musique rituels pour appeler les croyances, combinée à des breuvages rituels issus également de plantes, devait renforcer le sens de communion et de cohérence avec la Nature. Ce paragraphe est au passé car il est vrai que la fonction artistique a pris le dessus sur la fonction théologique de cet instrument – comme beaucoup d'autres d'ailleurs – mais un grand nombre de sociétés ou communautés vivent toujours ainsi aujourd'hui.